# 거울 해치
"거울 해치"(영어 원제: Through the Looking Glass)는 ABC의 텔레비전 드라마 시리즈 로스트 시즌 3 22, 23번째 에피소드이며 시즌의 피날레 에피소드이다. 로스트 시리즈 전체로는 71, 72번째 에피소드에 해당된다. 각본은 총 감독인 데이먼 린델로프와 칼톤 쿠즈가 맡았으며 감독은 총 감독인 잭 벤더가 맡았다. 2007년 5월 23일, 미국과 캐나다를 통해 처음 방영해 약 1400만명의 시청 인구를 동원했다. 이전 시즌의 피날레 에피소드와 같이 이 에피소드도 다른 일반 에피소드에 비교해 두 배 길이의 상영시간을 담고 있으며 추후 DVD로 출시될 때 에피소드를 둘로 나눠 발매되었다. 이 피날레 에피소드는 로스트 시리즈 에피소드 중 최고의 에피소드로 꼽히고 있으며 에미상의 수상 부문 3개에 후보로 오르거나 미국 감독 조합 상 후보로 오르는 등 여러 상의 수상을 받거나 후보에 올랐다.
이 에피소드는 2004년 12월 말, 오세아닉 항공사 815편이 추락한지 90일 후가 되는 내용을 묘사한다. 생존자들과 디 아더스로 언급되는 섬의 정체불명의 원주민 10명이 생존자들의 캠프에서 매복해 전투를 벌이는 동안 한편, 잭 셰퍼드 (메튜 폭스 역)는 생존자 대부분을 이끌고 섬 근처에 있는 배와 연락을 하기 위해 섬의 라디오 타워로 이동한다. 잭을 중심으로 묘사되는 섬 밖에서의 이야기는 잭이 진통제 중독자가 되어 있으며 자살 충동을 느낄 정도로 괴로워 하고 있는 모습을 보이고 있는데 이 장면은 마지막 장면에서 다른 로스트 에피소드가 플래시백에서 인물들의 과거 이야기를 다루었던 것과 달리 사실은 잭이 섬을 탈출하고 난 이후의 상황이였다는 게 밝혀진다.
이 에피소드의 영문 제목은 "Through the Looking Glass"이며, 동화 작품인 거울 나라의 앨리스라는 의미와, 피날레 에피소드에 등장하는 해저 기지인 '루킹 글라스 (기지)를 향해'라는 중의적인 의미를 담고 있다.

## 인용
1. ↑  ABC Medianet, (May 7, 2007) "Lost Season Finale Entertainment Press Release". Retrieved on July 3, 2007.
2. ↑  ABC Medianet, (May 30, 2007) "Weekly Entertainment Primetime Ratings Wrap-Up Report Press Release". Retrieved on July 3, 2007.
3. ↑  Ho, Rodney, (January 31, 2008) "Lost is Back!", The Atlanta Journal-Constitution. Retrieved on February 15, 2008. 보관됨 2008-02-02 - 웨이백 머신
4. ↑  Academy of Television Arts & Sciences, (July 19, 2007) "Primetime Emmys Complete 2007 Nominations List 보관됨 2009-02-25 - 웨이백 머신". Retrieved on August 5, 2007.
5. ↑  Weiss, Sabrina Rojas, (May 23, 2007) "Not-So-Good Vibrations", TV Guide. Retrieved on July 29, 2007. 보관됨 2007-08-09 - 웨이백 머신